# Scala di Beaufort

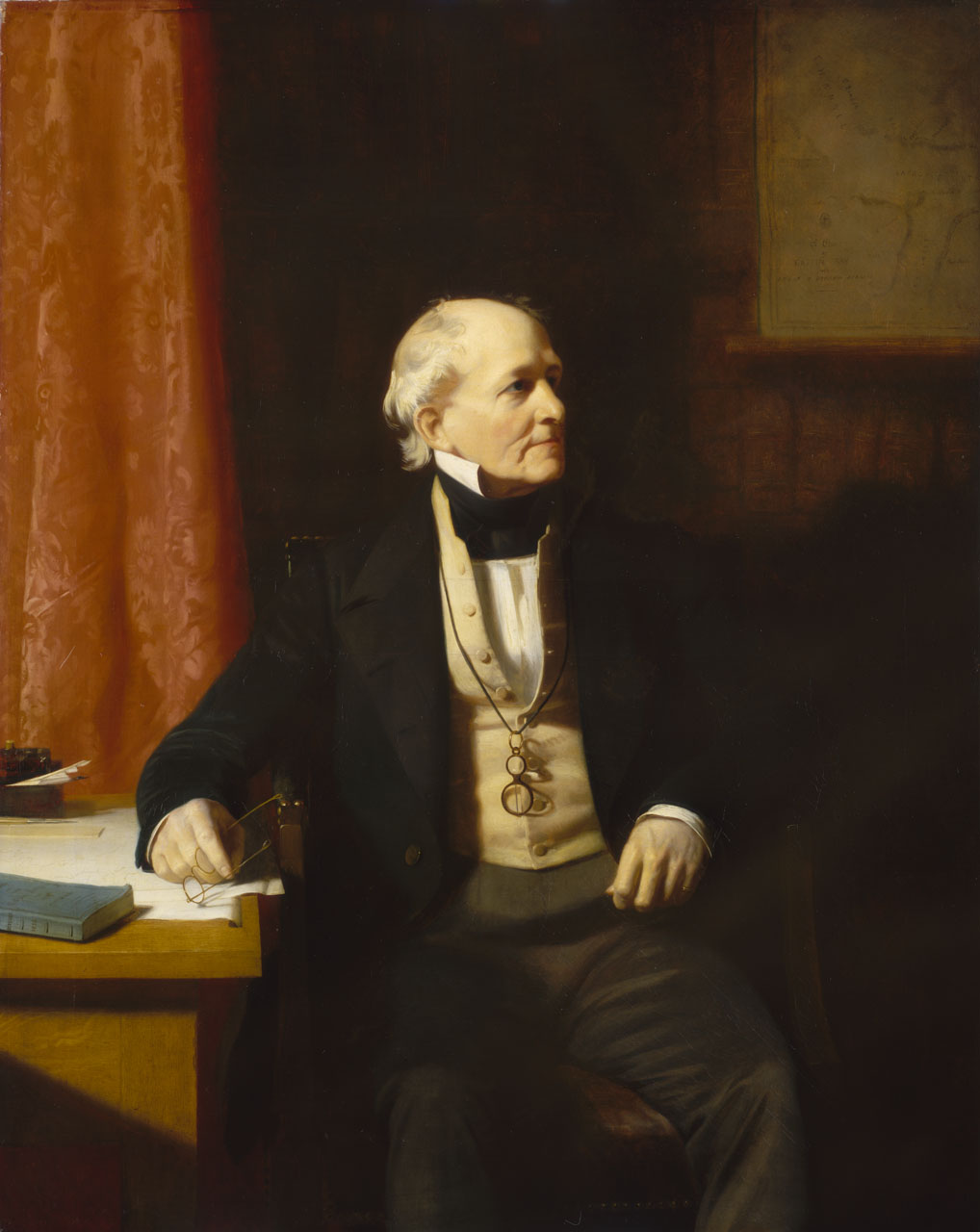
L'ammiraglio Francis Beaufort

La scala di Beaufort è una misura empirica (quindi non una misura esatta standardizzata per convenzione) della forza del vento  misurata in 12 "gradi" o "numeri" (indicati col simbolo Bft), poi portati a 17 per agevolare la misurazione della forza dei vari tipi di uragani. 

## Caratteristiche
Il merito di avere perfezionato nel 1805 una scala contenente dei criteri relativamente precisi, per quantificare il vento in mare, e permettere in tal modo la diffusione di informazioni sufficientemente affidabili e universalmente comprese sulle condizioni di navigazione, si deve all'ammiraglio britannico Francis Beaufort (1774 - 1857) sulla base delle precedenti teorie di Alexander Dalrymple. Questo sistema di valutazione ha validità internazionale dal 1º gennaio 1949.
Il valore dello stato del mare riportato in tabella, essendo questa scala come già detto una misura empirica, deve essere interpretato solo come indicativo, venendo rappresentate le condizioni di altezza delle onde che ci si può aspettare di incontrare in mare aperto, a grande distanza dalle coste.
Anche se la velocità del vento può essere misurata con buona precisione mediante un anemometro, che esprime un valore in nodi o in chilometri all'ora, un marinaio dovrebbe saper stimare questa velocità già con la sola osservazione degli effetti del vento sull'ambiente.
Un grado Beaufort corrisponde alla velocità media di un vento di dieci minuti di durata. Di conseguenza, è scorretta, benché spesso usata, un'espressione come, ad esempio, "un vento di 4 Beaufort con raffiche di 6". Altri criteri furono poi aggiunti alla scala Beaufort per estendere la sua applicazione alla terraferma.

### La scala in dettaglio
| Numero di Beaufort | Termine descrittivo                                                    | Simbolo meteo | Velocità del vento | Velocità del vento    | Velocità del vento  | Altezza onde (m) | Altezza onde (m) | Stato del mare (mare aperto) Scala Douglas | Condizioni a terra                                                                          | Foto dello stato del mare |
| Numero di Beaufort | Termine descrittivo                                                    | Simbolo meteo | nodi (kn)          | chilometri/ora (km/h) | metri/secondo (m/s) | media            | massima          | Stato del mare (mare aperto) Scala Douglas | Condizioni a terra                                                                          | Foto dello stato del mare |
| ------------------ | ---------------------------------------------------------------------- | ------------- | ------------------ | --------------------- | ------------------- | ---------------- | ---------------- | --- | ------------------------------------------------------------------------------------------- | ------------------------- |
| 0                  | Calma calm (EN) calme (FR)                                             |               | 0                  | 0                     | 0                   | 0                | 0                | Piatto. Mare CALMO SEA STATE 0 Onda 0 m | Il fumo sale verticalmente.                                                                 | Scala Beaufort, forza 0   |
| 1                  | Bava di vento Light air (EN) Tres Légère brise (FR)                    |               | 1~3                | 1~6                   | 0,3~1,5             | 0,1              | 0,1              | Leggere increspature sulla superficie somiglianti a squame di pesce. Ancora non si formano creste bianche di schiuma. Mare QUASI CALMO SEA STATE 1 Onda < 0,10 m                                                                                    | Movimento del vento visibile dal fumo.                                                      | Scala Beaufort, forza 1   |
| 2                  | Brezza leggera Light breeze (EN) Légére brise (FR)                     |               | 4~6                | 7~11                  | 1,6~3,4             | 0,2              | 0,3              | Onde minute, ancora molto corte ma ben evidenziate. Le creste non si rompono ancora, ma hanno aspetto vitreo. Mare POCO MOSSO SEA STATE 2 Onda < 0,50 m                                                                                             | Si sente il vento sulla pelle nuda. Le foglie frusciano.                                    | Scala Beaufort, forza 2   |
| 3                  | Brezza tesa Gentle breeze (EN) Petite brise (FR)                       |               | 7~10               | 12~19                 | 3,4~5,4             | 0,6              | 1,0              | Onde con creste che cominciano a rompersi con schiuma di aspetto vitreo. Si notano alcune "pecorelle" con la cresta bianca di schiuma. Mare MOSSO SEA STATE 3 Onda < 1,25 m                                                                         | Foglie e rami più piccoli in movimento costante.                                            | Scala Beaufort, forza 3   |
| 4                  | Vento moderato Moderate breeze (EN) Jolie brise (FR)                   |               | 11~16              | 20~29                 | 5,5~7,9             | 1                | 1,5              | Onde con tendenza ad allungarsi. Le "pecorelle" sono più frequenti. Mare MOSSO SEA STATE 3 Onda < 1,25 m | Sollevamento di polvere e carta. I rami sono agitati.                                       | Scala Beaufort, forza 4   |
| 5                  | Vento teso Fresh breeze (EN) Bonne brise (FR)                          |               | 17~21              | 30~39                 | 8,0~10,7            | 2                | 2,5              | Onde moderate dalla forma che si allunga. Le pecorelle sono abbondanti e c'è possibilità di spruzzi. Mare MOLTO MOSSO SEA STATE 4 Onda < 2,50 m | Oscillano gli arbusti con foglie. Si formano piccole onde nelle acque interne.              | Scala Beaufort, forza 5   |
| 6                  | Vento fresco Strong breeze (EN) Vent frais (FR)                        |               | 22~27              | 40~50                 | 10,8~13,8           | 3                | 4,0              | Onde grosse (cavalloni) dalle creste imbiancate di schiuma. Gli spruzzi sono probabili. Mare AGITATO SEA STATE 5 Onda < 4 m | Movimento di grossi rami. Difficoltà ad usare l'ombrello. Le linee del telegrafo fischiano. | Scala Beaufort, forza 6   |
| 7                  | Vento forte Near gale (EN) Grand frais (FR)                            |               | 28~33              | 51~62                 | 13,9~17,1           | 4                | 5,5              | I cavalloni si ingrossano. La schiuma formata dal rompersi delle onde viene "soffiata" in strisce nella direzione del vento. Mare AGITATO SEA STATE 5 Onda < 4 m                                                                                    | Interi alberi agitati. Difficoltà a camminare contro vento.                                 | Scala Beaufort, forza 7   |
| 8                  | Burrasca Gale (EN) Coup de vent (FR)                                   |               | 34~40              | 63~75                 | 17,2~20,7           | 5,5              | 7,5              | Onde alte. Le creste si rompono e formano spruzzi vorticosi che vengono risucchiati dal vento. Mare MOLTO AGITATO SEA STATE 6 Onda < 6 m | Ramoscelli strappati dagli alberi. Generalmente è impossibile camminare contro vento.       | Scala Beaufort, forza 8   |
| 9                  | Burrasca forte Strong gale (EN) Fort coup de vent (FR)                 |               | 41~47              | 76~87                 | 20,8~24,4           | 7                | 10,0             | Onde alte con le creste che iniziano ad arrotolarsi. Strisce di schiuma che si fanno più dense. Mare GROSSO SEA STATE 7 Onda < 9 m | Leggeri danni alle strutture (camini e tegole asportati).                                   | Scala Beaufort, forza 9   |
| 10                 | Tempesta Storm (EN) Tempête (FR)                                       |               | 48~55              | 88~102                | 24,5~28,4           | 9                | 12,5             | Onde molto alte sormontate da creste (marosi) molto lunghe. Le strisce di schiuma tendono a compattarsi e il mare ha un aspetto biancastro. I frangenti sono molto più intensi e la visibilità è ridotta. Mare MOLTO GROSSO SEA STATE 8 Onda < 14 m | (Rara in terraferma) Sradicamento di alberi. Considerevoli danni strutturali.               | Scala Beaufort, forza 10  |
| 11                 | Fortunale o tempesta violenta Violent storm (EN) Violente tempête (FR) |               | 56~63              | 103~117               | 28,5~32,6           | 11,5             | 16,0             | Onde enormi che potrebbero anche nascondere alla vista navi di media stazza. Il mare è tutto coperto da banchi di schiuma. Il vento nebulizza la sommità delle creste e la visibilità è ridotta. Mare MOLTO GROSSO SEA STATE 8 Onda < 14 m          | Vasti danni strutturali.                                                                    | Scala Beaufort, forza 11  |
| 12                 | Uragano Hurricane (EN) Ouragan (FR)                                    |               | >64                | >117                  | >32,7               | >14              | n.d.             | Onde altissime; aria piena di schiuma e spruzzi, mare completamente bianco. Mare TEMPESTOSO SEA STATE 9 Onda > 14 m | Danni ingenti ed estesi alle strutture.                                                     | Scala Beaufort, forza 12  |

## Alcune formule empiriche

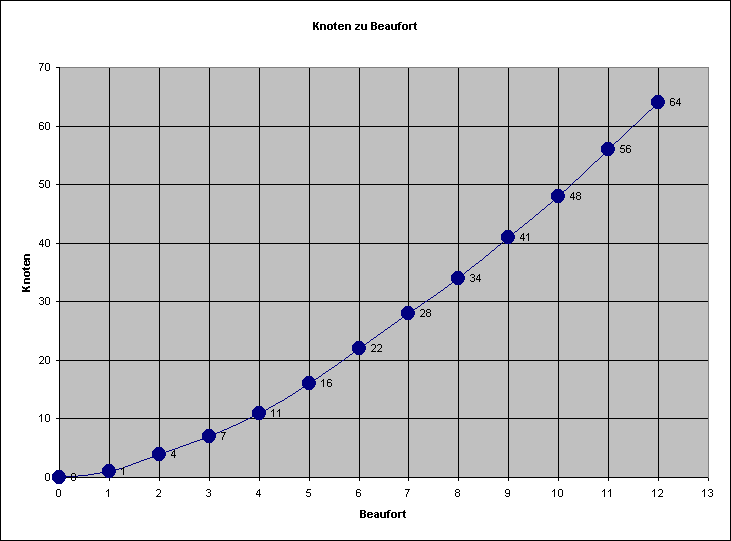
Relazione grafica tra Forza del vento nella scala Beaufort e velocità del vento in nodi

La velocità {\displaystyle v} del vento equivalente a 10 metri sopra il livello del mare e la sua forza {\displaystyle B} nella scala Beaufort possono essere correlati in modo abbastanza preciso tramite la formula empirica di seguito riportata in funzione delle diverse unità di misura della velocità.
| v in m/s  | {\displaystyle v\approx 0{,}836\cdot {\sqrt {B^{3}}}} | {\displaystyle B\approx 1{,}13\cdot {\sqrt[{3}]{v^{2}}}}  |
| v in km/h | {\displaystyle v\approx 3{,}0\cdot {\sqrt {B^{3}}}}   | {\displaystyle B\approx {\sqrt[{3}]{\frac {v^{2}}{9}}}}   |
| v in nodi | {\displaystyle v\approx 1{,}62\cdot {\sqrt {B^{3}}}}  | {\displaystyle B\approx 0{,}725\cdot {\sqrt[{3}]{v^{2}}}} |
La formula è sostanzialmente corretta, dove però si consideri che con velocità del vento al di sopra dei 118 km/h il calcolo diventa senza significato.
Una formula semplificata pure utilizzata nella nautica è la seguente, dove la velocità è espressa in nodi. 
| per {\displaystyle B<8}     | {\displaystyle v\approx 5\cdot (B-1)} | {\displaystyle B\approx v/5+1} |
| per {\displaystyle B\geq 8} | {\displaystyle v\approx 5\cdot B}     | {\displaystyle B\approx v/5}   |